# Mount Stromlo
Mount Stromlo är ett berg i Australien. Det ligger i territoriet Australian Capital Territory, i den sydöstra delen av landet, omkring 10 kilometer väster om huvudstaden Canberra. Toppen på Mount Stromlo är 770 meter över havet.
Runt Mount Stromlo är det mycket tätbefolkat, med 1 266 invånare per kvadratkilometer.. Närmaste större samhälle är Canberra, omkring 10 kilometer öster om Mount Stromlo. 
Trakten runt Mount Stromlo består i huvudsak av gräsmarker. Genomsnittlig årsnederbörd är 990 millimeter. Den regnigaste månaden är februari, med i genomsnitt 169 mm nederbörd, och den torraste är maj, med 39 mm nederbörd.